# Żychce (wieś)
Żychce (kaszub. Żëchce, niem. Sichts) – wieś kaszubska w Polsce położona w województwie pomorskim, w powiecie chojnickim, w gminie Konarzyny.
| SIMC    | Nazwa          | Rodzaj    |
| ------- | -------------- | --------- |
| 0746596 | Żychckie Osady | część wsi |

W latach 1975–1998 miejscowość administracyjnie należała do województwa słupskiego.

## Ludzie związani z Żychcami
- Heros von Borcke rotmistrz pruskiej kawalerii i podpułkownik Armii Stanów Skonfederowanych